# Piper erythroxyloides
Piper erythroxyloides är en pepparväxtart som beskrevs av R.E. Schultes & Garcia-barriga. Piper erythroxyloides ingår i släktet Piper och familjen pepparväxter. Inga underarter finns listade i Catalogue of Life.